# Järla skola

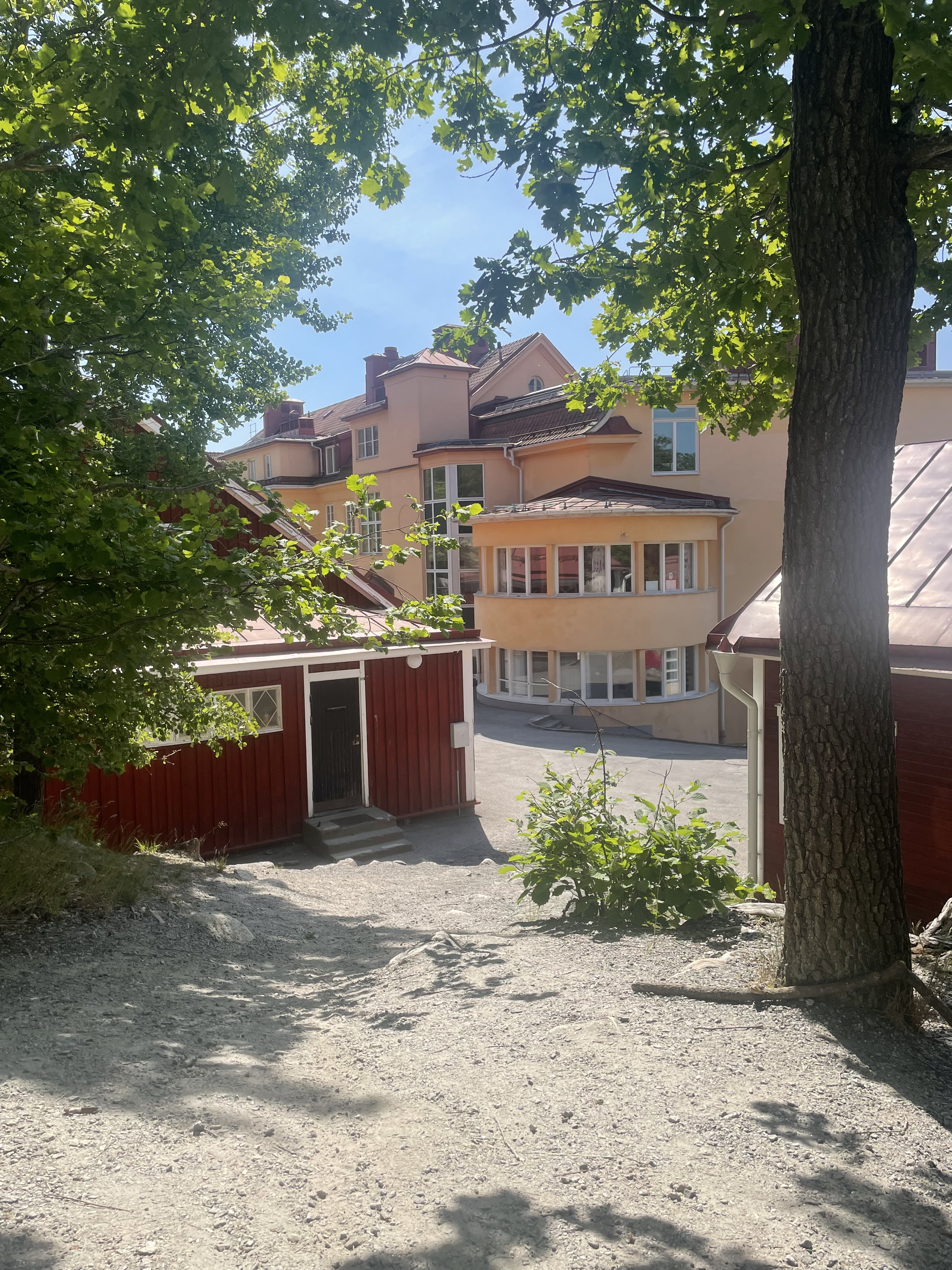
Järla Skola, bild tagen i backe mellan gymnasikhall och fritidshus

Järla skola är en kommunal grundskola i Nacka kommun. På skolan går runt 700 elever från förskoleklass (F) till årskurs 6. 
Skolan ligger längs Värmdövägen i centrala Nacka över Kristallens förskola och under Nacka kommunhus, Eklidens skola och i närheten av Nacka gymnasium.  

## Historia
Skolan invigdes i slutet av 1877 och var då känd som Järla folkskola. 1888 byggdes skolan till och ett år senare 1889 byggdes ett nytt skolhus som rymde en småskola med skolsal samt bostad åt skollärinnan även församlingens barnmorska. 1924 byggdes en ny skolbyggnad av sten istället för trä och året därpå byggdes gymnastiksalen.
År 1938 byggdes en vinkelbyggnad ut mot Värmdövägen och skolan moderniserades. 1984 startade Nacka musikklasser sin verksamhet på skolan. Musikklasserna har ett antagningsprov för årskurserna 4-9 för att gå med. Nacka Musikklasser inriktar sig mer musikaliskt samt på sång. 2002 byggdes skolan till ännu en gång för att alla elever skulle få plats. Några av paviljongerna som sattes upp 1960 revs i samband med utbyggnaden, dock lämnades två stycken kvar.
Åren 1997–1998 kom draken, skapad av Ann Ahlberg Sundquist, på plats framför skolan. Draken slingrar sig upp och ner som ett förhistoriskt djur runt päronträden som en påminnelse om sagans och fantasins värld som en viktig del av vår uppväxt. 2012 byggdes skolan ut med ytterligare 6 klassrum och en matsal. Lokalerna anpassades för att passa både skol- och fritidsverksamhet. 
Huvudbiblioteket i Nacka låg från mitten av 1930-talet fram till 1949 i ett klassrum i Järla skola.